# Fürst Thurn und Taxis Hofbibliothek und Zentralarchiv
Fürst Thurn und Taxis Hofbibliothek und Zentralarchiv befinden sich in Regensburg.

## Fürst Thurn und Taxis Hofbibliothek
Begründer der Hofbibliothek war Fürst Carl Anselm von Thurn und Taxis (1733–1805). Er ließ sie planmäßig ausbauen und machte sie 1787 der Öffentlichkeit zugänglich. Heute umfasst die Hofbibliothek etwa 240.000 bibliographische Einheiten, dazu etwa 9.000 Mikromaterialien, 1.300 Wiegendrucke, etwa 400 Handschriften, 2.900 Musikhandschriften und etwa 400 frühe Musikdrucke. Zu den Bestandsschwerpunkten zählen die Geschichte des Mittelalters und der Neuzeit, Kunst- und Kulturgeschichte, Musik, Bavarica, Ratisbonensia, Adelsliteratur sowie Post- und Verkehrsgeschichte. Interessante Sonderbestände sind die hippologische Literatur des 16. bis 20. Jahrhunderts sowie die „Sammlung Häberlin“, eine Kollektion von etwa 1.900 Flugschriften aus der Zeit des Dreißigjährigen Krieges. Hinzu kommen die Graphische, die Philatelistische und die Numismatische Sammlung.

### Geschichte
Am Hof des Fürsten von Thurn und Taxis entwickelte sich aus der Privatbibliothek des 1773 verstorbenen Fürsten Alexander Ferdinand von Thurn und Taxis (1704–1773) die fürstliche Hofbibliothek. Das erste angelegte Bücherverzeichnis von 1771 weist einen Buchbestand von 2.330 Werken auf. Ursprünglich entstand die Hofbibliothek aus dem Gedanken heraus, die Gesandten des Immerwährenden Reichstags in Regensburg einerseits zu unterhalten und andererseits dem fachlichen und wissenschaftlichen Anspruch für die Reichstagsarbeit gerecht zu werden. Ab 1775 wurde diese planmäßig ausgebaut und bereits 1782 der Öffentlichkeit zugänglich gemacht. Das Einrichten von Bibliotheken war im 18. Jahrhundert ein repräsentatives Renommierprojekt des Hochadels. Es war keineswegs gängig, diese für die Allgemeinheit öffentlich zugänglich zu machen. Als Begründer der öffentlich zugänglichen fürstlichen Hofbibliothek gilt jedoch Fürst Alexander Ferdinands Sohn Fürst Carl Anselm von Thurn und Taxis (1733–1805), der der Bibliothek einen jährlichen Erwerbungsetat zur Verfügung stellte und somit den planmäßigen Ausbau der Bestände ermöglichte.
Ende des 18. Jahrhunderts umfasste der Bestand der Hofbibliothek bereits über 50.000 Bände. 1812 fiel das säkularisierte ehemalige Reichsstift Kloster Sankt Emmeram in Regensburg an das fürstliche Haus als zukünftige Residenz, in dessen Räumlichkeiten die Hofbibliothek zog, wo sie sich noch heute befindet. Der umfangreiche Gebäudekomplex, dessen Baugeschichte bis ins 11. Jahrhundert zurückreicht, war Teil der Entschädigung des Königreichs Bayern an das Haus Thurn und Taxis für die in Bayern verstaatlichte taxissche Post.
Im Verlauf des 19. Jahrhunderts wurde sie unter Fürst Maximilian Karl von Thurn und Taxis neu katalogisiert und geordnet. 1864 übergab Fürst Maximilian Karl die Leitung von Archiv und Bibliothek wieder in hauptamtliche Hände. Die Fürst Thurn und Taxis Hofbibliothek in Regensburg hat sich erhalten und ist bis heute für die Öffentlichkeit zugänglich.
Fachlich arbeitet sie mit der Bayerischen Staatsbibliothek und der Staatlichen Bibliothek Regensburg eng zusammen, ist jedoch eine private Sammlung geblieben und zählt zu den größten Privatbibliotheken weltweit. Ihr Träger ist Fürst Albert II. von Thurn und Taxis.

### Asamsaal
Der Bibliothekssaal des Reichsstifts St. Emmeram wurde 1732 unter der Leitung des späteren Abts Johann Baptist Kraus nach Plänen von Johann Michael Prunners aus Linz errichtet. Prunner orientierte sich an Bibliothekssälen seiner österreichischen Heimat und schuf einen Saal mit drei Kuppelgewölben, wie er in Süddeutschland nicht üblich war. 1737 folgte die künstlerische Ausgestaltung des Saales durch den berühmten bayerischen Barockmaler Cosmas Damian Asam.
Die Veränderungen des Jahres 1812, als das Reichsstift St. Emmeram an die fürstliche Familie von Thurn und Taxis gefallen war, blieben nicht ohne Einfluss auf den Asamsaal. Vor dem Einzug der Hofbibliothek wurden weitgehende Veränderungen vorgenommen. Der Regensburger Künstler Joseph Zacharias verlieh dem Saal eine dem Zeitgeschmack entsprechende klassizistische Übermalung, welche die Fresken Asams für lange Zeit in Vergessenheit geraten ließ.
Verschiedene bauliche Schäden machten in den 1960er Jahren eine Renovierung des Bibliothekssaales notwendig. Dabei wurden die barocken Deckenbilder, die Cosmas Damian Asam in diesem Saal geschaffen hatte, wiederentdeckt. In einem Gutachten von 1967 entsprach das Bayerische Landesamt für Denkmalpflege dem Wunsch von Fürst Franz Joseph von Thurn und Taxis (1893–1971), die klassizistische Übermalung zu entfernen und die ursprüngliche Ausmalung freizulegen. 1969 konnte der Asamsaal „wiedereröffnet“ werden. Somit blieb dieses Spätwerk Cosmas Damian Asams, der bereits zwei Jahre nach Vollendung der Fresken starb, erhalten. Es handelt sich hierbei um den einzigen von ihm geschaffenen Bibliothekssaal.
Da die Originalbestände seit der Säkularisation nicht mehr vorhanden waren, wurde dem Saal mit etwa 12.000 Bänden aus dem Altbestand der fürstlichen Hofbibliothek sein ursprüngliches Aussehen zurückgegeben. So zählt der Asamsaal heute zusammen mit den darin aufgestellten Altbeständen zu den wenigen Bibliothekssälen in Süddeutschland, die von der Ausstattung bis zum Buchbestand eine vollkommene Einheit bilden.

## Fürst Thurn und Taxis Zentralarchiv
Inhaltlich eng verknüpft mit der Hofbibliothek sind die Bestände des fürstlichen Archivs. Das Fürst Thurn und Taxis Zentralarchiv umfasst etwa 6500 laufende Meter Archivalien aus dem 9. Jahrhundert bis heute und ist eines der größten Privatarchive in Deutschland.

### Geschichte
Das Fürst Thurn und Taxis Zentralarchiv entstand im 16. Jahrhundert am Verwaltungssitz der Familie in Brüssel. Laut dem ältesten erhaltenen Findbuch befand sich dort bereits 1689 ein umfangreiches Archiv, das die Archivalien der Familie und des Postwesens umfasste. 1728 zog es aufgrund einer Übersiedlung der Familie von Thurn und Taxis nach Frankfurt am Main. Nachdem die Familie seit 1748 ihren Wohnsitz in Regensburg hatte, folgte das Archiv 1757. Mit dem Erwerb von Grundbesitz und Herrschaften durch das Haus Thurn und Taxis in den Niederlanden, in Württemberg, Oberschwaben, Bayern, Südtirol, Böhmen, Polen und Kroatien kamen die Archive dieser Herrschaften sowie der jeweiligen fürstlichen Verwaltung dieser Domänen ins Zentralarchiv. Gleiches gilt für die Archive der säkularisierten Reichsstifte Neresheim, Marchtal und das Damenstift Buchau.
Das Postarchiv (etwa 11.000 Urkunden und Akten) der kaiserlichen Reichspost (1500–1806) gelangte nach dem endgültigen Ende der fürstlichen Posteinrichtungen 1867 nach Regensburg. Ergänzt werden die Bestände durch die Überlieferung zur Tätigkeit der Thurn und Taxis als Reichsfürsten und politisch wie gesellschaftlich europaweit stets wichtige Akteure. Zirka 15.000 Personalakten ehemals fürstlicher Angestellter bilden zudem eine interessante Quelle. Das Fürst Thurn und Taxis Zentralarchiv zählt heute zu den national wertvollsten Kulturgütern der Bundesrepublik Deutschland. Seit 1812 befinden sich Archiv und Hofbibliothek in Schloss St. Emmeram in Regensburg und stehen der Forschung offen.
Aus der Unterschiedlichkeit der Bestände des fürstlichen Zentralarchivs ergeben sich zahlreiche Forschungsgebiete für Historiker und Kunsthistoriker.

### Bestandsübersicht
- A. Familie: Haus- und Familiensachen, Nachlässe, Nebenlinien des Hauses Thurn und Taxis
- B. Herrschaft: Reich, Hofhaltung, Verwaltung, Besitzungen, Erwerbungen, fremde Provenienzen
- C. Post: Urkunden, Posthäuser, Postamtsverleihungen, Akten
- D. Selekte: Besitzungen, Personalakten, Gerichtsakten, Kartensammlung, Flurkarten, topographische Karten,
- E. Sammlungen: Urkunden, Sammlung König-Warthausen (Hochstift Regensburg), Autographensammlung, Sammlung Freytag, familiengeschichtliche Forschungen und Dokumente, Sammlung Regensburg (Ratisbonensia), Sammlung Oberpfalz, Sammlung Post, Sammlung Resch, Siegelsammlung, u. a.
- F. Dokumentationen: Rübsamiana (Joseph Rübsam, Archivar), Freytagiana (Rudolf Freytag, Archivar), Hildebrandiana (Pfarrer Hildebrandt, Familienforscher), Plassiana (Joseph Plass, Heimatforscher), Williana (Cornelius Will, Archivar)

### Sonderbestand Post
Das Postarchiv, die Registraturen und Archive der kaiserlichen Reichspost (1500–1806), des Niederländischen Postgeneralats (1500–1792), der Fürstlich Thurn und Taxisschen Lehenposten (1806, 1815–1867) gelangten nach dem endgültigen Ende der fürstlichen Posteinrichtungen 1867 ebenfalls nach Regensburg. Das Postarchiv, eines der wertvollsten Wirtschaftsarchive der Neuzeit, mit Archivalien zwischen etwa 1500 und 1870 umfasst 270 laufende Meter Akten in 10.000 Faszikeln und 1.000 Posturkunden. Dieser Bestand ist in die Liste der „National wertvollen Archive der Bundesrepublik Deutschland“ eingetragen.

### Leiter der fürstlichen Hofbibliothek
- Freiherr Franz Ludwig von Beberich (1773–1783 Fürstlich Geheimer Rat)
- Franz Wilhelm Rothammer (1779–1785 Bibliothekar) / Balthasar Kitzinger (1784–1786)
- Alexander Graf von Westerholt (1786–1827)
- August Krämer (ab 1815 Fürstlicher Bibliothekar; 1826–1833 Fürstlicher Archivar und Bibliothekar)
- Emmanuel Georg Hänsel (ab 1827 im Fürstenhaus; ab 1829 im Immediatbureau; 1833–1858 Fürstlicher Archivar)
- Carl August Hermann Schmid (1858–1867; ab 1860 Fürstlicher Archivar)
- Cornelius Will (ab 1866 Assessor; ab 1867 Archivar; 1881–1904 Oberarchivrat und Vorstand der Hofbibliothek)
- Josef Rübsam (ab 1903 Archivrat; 1904–1920 Oberarchivrat und Vorstand der Hofbibliothek)
- Rudolf Freytag (1921–1946 Oberarchivrat und Vorstand der Hofbibliothek)
- Georg Stail (ab 1924 Archivrat; ab 1927 Oberarchivrat a. D. Titel und Rang unter aushilfsweiser Weiterverwendung; 1946–1957 Oberarchivrat und Vorstand der Hofbibliothek)
- Max Piendl (1957–1984)
- Martin Dallmeier (1984–2004)
- Peter Styra (seit 2004)

## Hofbibliothek und Zentralarchiv heute
Hofbibliothek und Zentralarchiv sind Bestandteile des Selbstverständnisses des Hauses Thurn und Taxis. Unterstützt werden studentische Forschungsarbeiten zu Themen, die mit Geschichte, Kunst und Kultur rund um das Haus Thurn und Taxis zu tun haben, Themen zur Post- und Kommunikationsgeschichte sowie allgemein Themen, die aus den Beständen von Fürst Thurn und Taxis Zentralarchiv und Hofbibliothek erwachsen. Die Abschlussarbeiten werden in der eigenen wissenschaftlichen Publikationsreihe, den Thurn und Taxis-Studien, herausgegeben. Bisher sind 20 Bänder der Alten Folge und 13 Bände der neuen Folge erschienen.